# Slot Gnadenthal

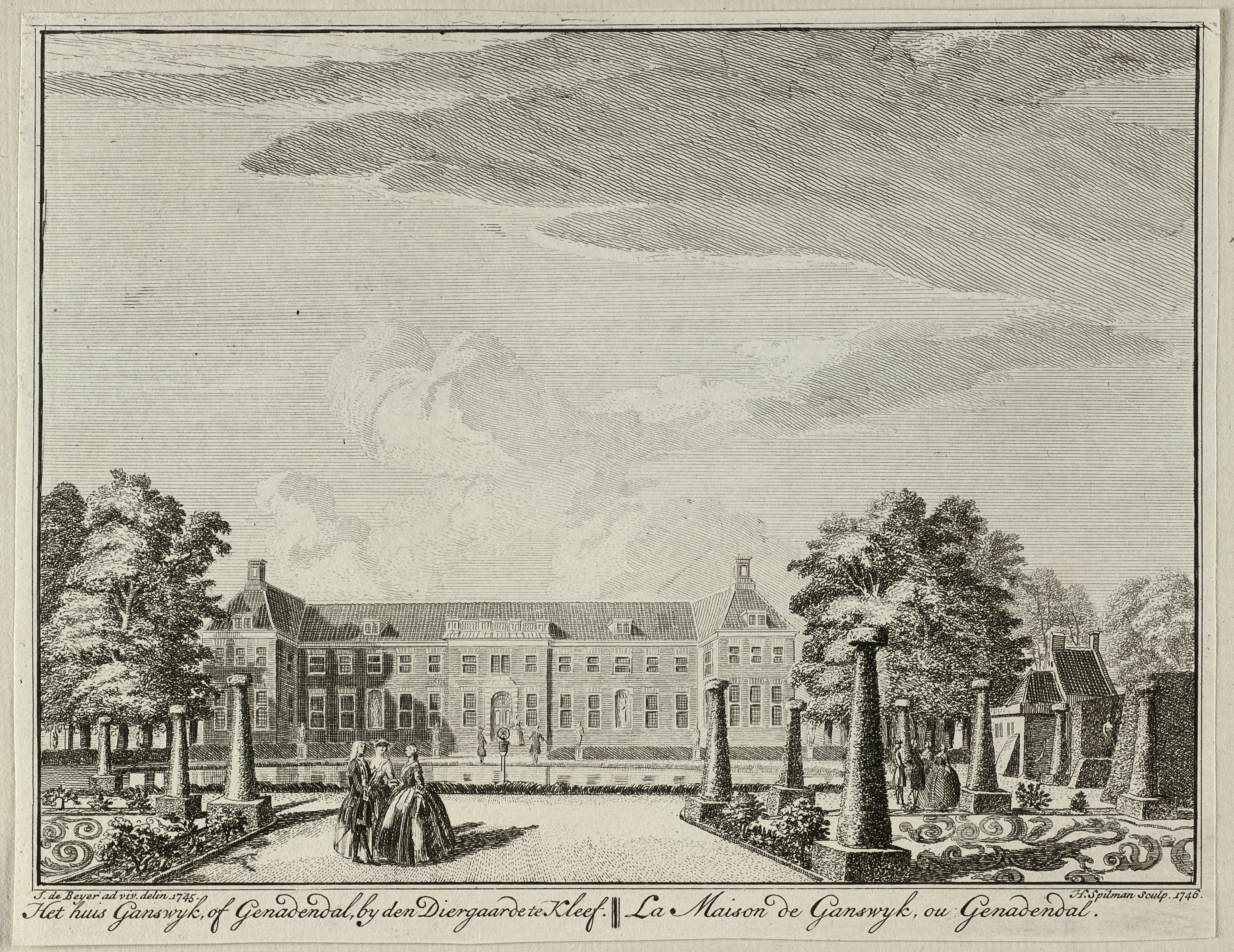
Slot Gnadenthal in 1745, kopergravure door Hendrik Spilman

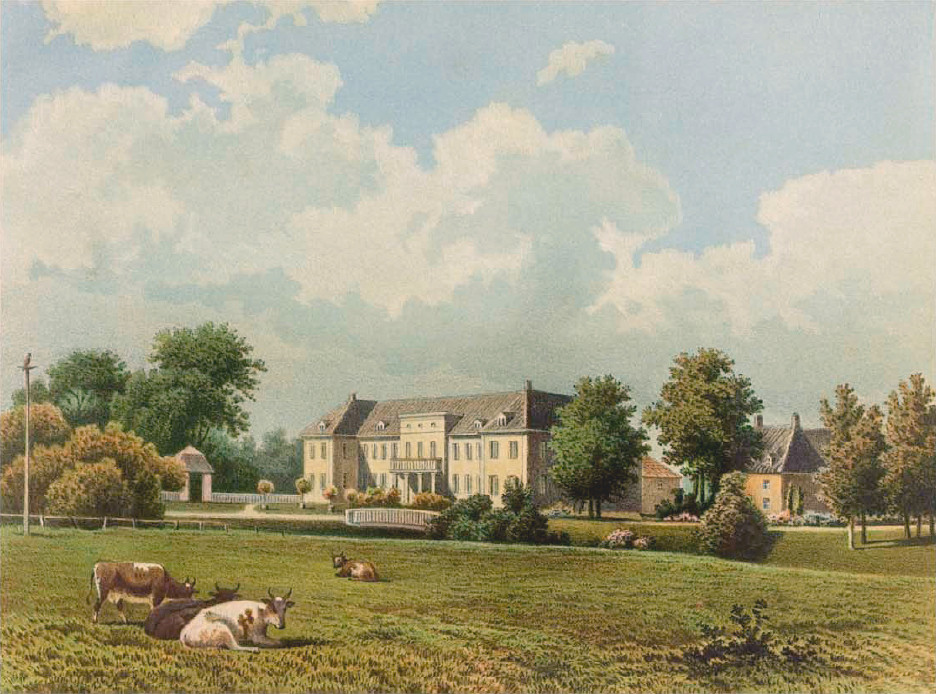
Lithografie van het kasteel rond 1860

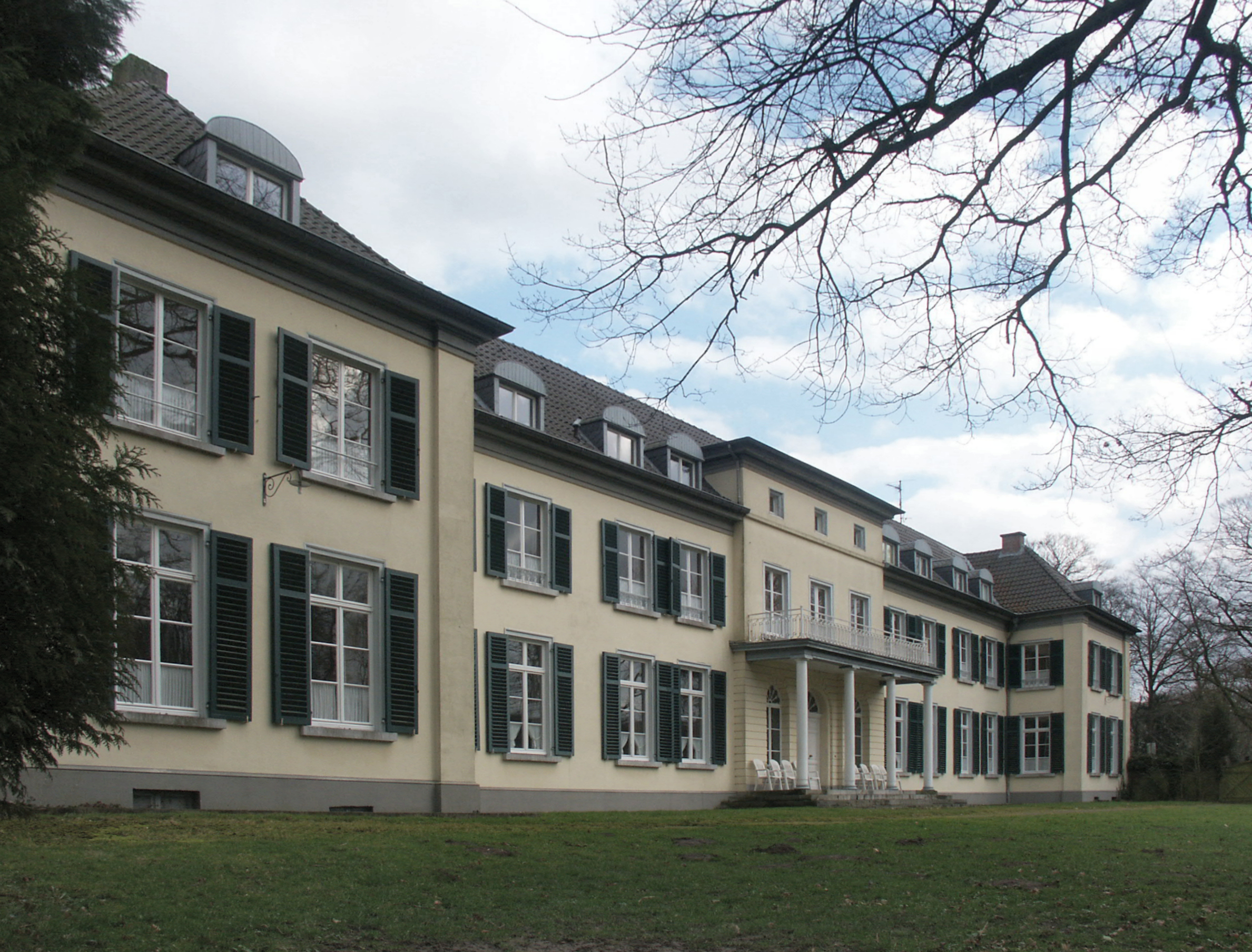
Tuinzijde, 2009

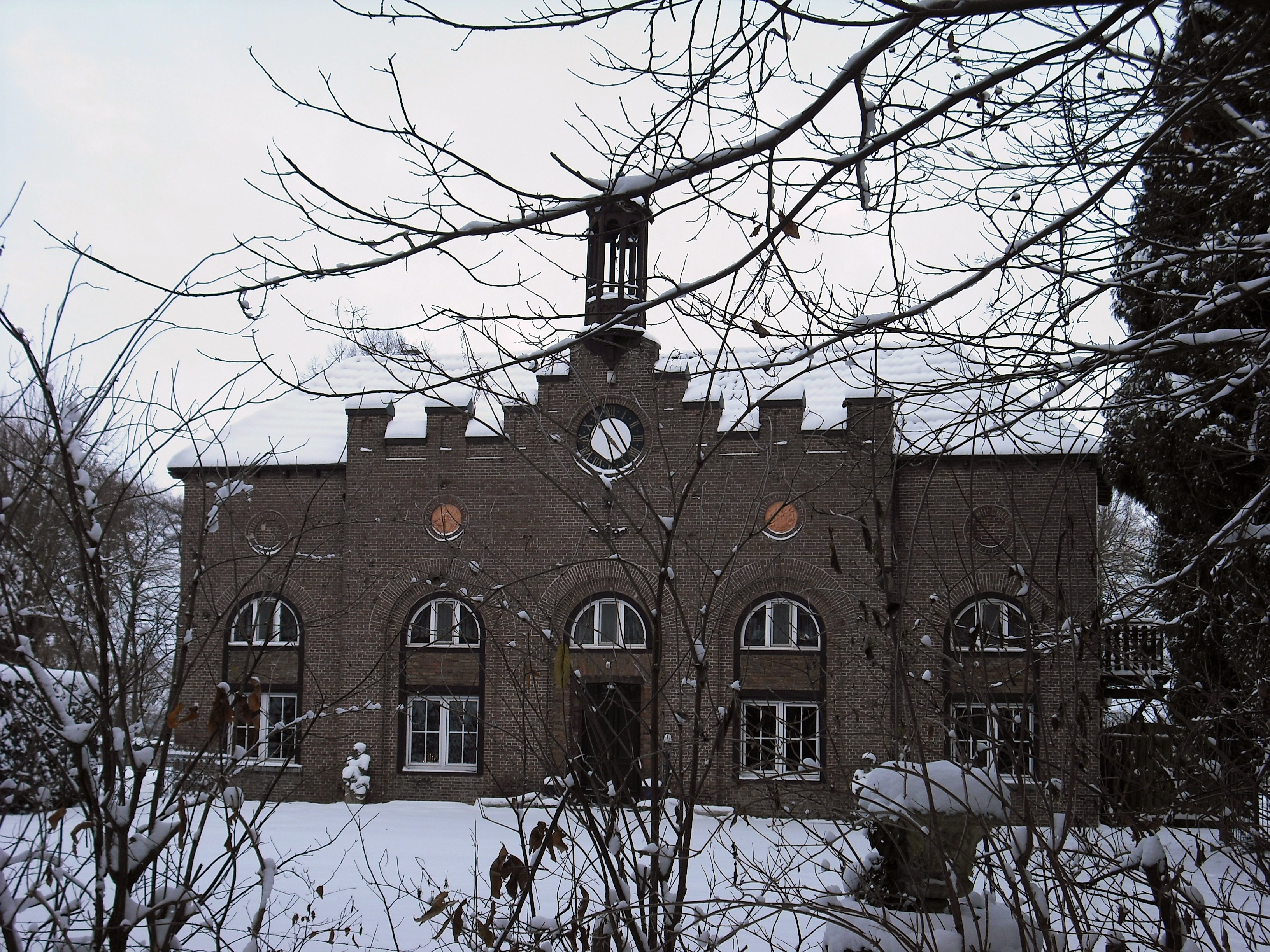
Oranjerie in de winter, 2010

Slot Gnadenthal is een classicistisch landhuis in Kleef, Duitsland, ongeveer drie kilometer ten noordwesten van het centrum. Het bouwkundig monument staat in het ortsteil Donsbrüggen in de laagvlakte van de Rijn binnen natuur- en landschapsbeschermingsgebied de Düffel. De bekendste zoon des huizes was Anacharsis Cloots.
Het kasteel gaat terug op een middeleeuwse havezate die in de 15e en 16e eeuw als klooster gebruikt werd door Augustijnse kanunniken. Dit klooster werd verwoest in de Tachtigjarige Oorlog. Begin 18e eeuw liet Johann Moritz von Blaspiel op het voormalige kloosterterrein een barokkasteel bouwen, dat aan het begin van de 19e eeuw door de familie van Hoevell zu Westerflier werd veranderd in de stijl van het classicisme. Het complex met de omringende Engelse tuin is sinds 2008 eigendom van een stichting en fungeert als congrescentrum.

## Beschrijving
Het complex heeft de kenmerken van een waterburcht. Het bestaat uit een langgerekt herenhuis van twee verdiepingen in classicistische stijl en enkele lagere bijgebouwen ten noorden ervan. De gebouwen zijn omgeven door een slotgracht en staan midden in een landschapspark. Een lange laan van kastanjebomen leidt aan de oostzijde naar een smeedijzeren poort met pilaren bekroond met siervazen uit ca. 1830.

### Kasteel
Het kasteel is een lang gebouw met twee verdiepingen met daarop een schilddak met dakkapellen. Het bakstenen gebouw is gestuukt en geschilderd in een lichtgele kleur die contrasteert met de donkergroene luiken. De zuidelijke gevel heeft vijftien ramen met uitzicht op de tuin en heeft paviljoenachtige hoekrisaliet aan de uiteinden. Meest karakteristiek is het centrale deel met drie assen en een balkon dat op vier Toscaanse zuilen rust. De zolderverdieping heeft ramen. Het uiterlijk van het middendeel van het huis is gebaseerd op verbouwingen van omstreeks 1830, waarbij het ook de gietijzeren onderverdeling van zijn drie bovenlichten op de begane grond kreeg. Binnen zijn enkele stucplafonds en schoorsteenmantels uit dezelfde periode bewaard gebleven.

### Tuin en bijgebouwen
Het kasteelpark beslaat vijf hectare. De landschapstuin omvat naast grote stukken bos ook enkele restanten van de oude baroktuin zoals een spiegelvijver ten zuiden van het landhuis, de grachten en zes barokke tuinsculpturen uit de 18e eeuw van oude natuurgoden. Bij de herinrichting van de tuin begin 19e eeuw waren een aantal sculpturen verwijderd, waarvan er in de jaren 1950 zes werden teruggevonden. Ten noorden van het huis staan haaks twee lage bijgebouwen. Aan de oostkant ligt de oranjerie, een gebouw met twee verdiepingen uit de 18e eeuw. De bakstenen façade dateert uit het midden van de 19e eeuw en werd ontworpen door Ernst Friedrich Zwirner.

## Geschiedenis

### Landgoed en klooster
- In de middeleeuwen stond op de plaats van het huidige kasteel of in de directe omgeving een havezate die in augustus 1373 als een allodium genaamd 'Ganswykhof' voor het eerst genoemd werd. Deze boerderij was nadien in het bezit van kleinere, regionale adellijke families.
- In 1448 verkocht Arndt von Nyel de boerderij van Ganswyk aan Elbert van Alpen, heer van Hönnepel.
- Deze ruilde het op  17 september 1452 (Lambertusdag) met de proost van de Kleefse Kapittelkerk, Heinrich van Nyenhuis tegen ca. 53,5 morgen land in Niel en Mehr. De Ganswykhof werd met toestemming van paus Paulus II omgebouwd tot klooster voor Augustijnse kanunniken uit Uedem.
- In april 1469 gaf de Kleefse provoost Hermann van Braekel het verbouwde landhuis aan de kanunniken voor een jaarlijks bedrag van 58 Goudgulden. De Augustijner kanunniken betraden rond 1470 hun nieuwe onderkomen en gaven hun klooster de naam Vallis Gratiae ('vallei van de Genade' ofwel: 'Gnadental') die voor het eerst werd genoemd in het jaar 1481 toen de kloosterkerk werd voltooid.
- Gedurende de  Tachtigjarige Oorlog werd het klooster op 4 april 1590 verwoest tijdens de gevechten om Schenkenschanz. Het was door Nederlandse troepen eerst belegerd, vervolgens geplunderd en uiteindelijk in brand gestoken. De gebouwen waren onbewoonbaar en daarom verhuisden de paters naar een tijdelijk onderkomen in Kleef. De paters verhuisden in 1603 met toestemming van de Kleefse hertog Johann Wilhelm terug naar Uedem. Zij verkochten het bouwmateriaal van de kloosterruïnes op 18 augustus 1663 aan de Brandenburgse gouverneur Johan Maurits van Nassau-Siegen die de stenen gebruikte voor de verbouwing van de Zwanenburcht in Kleef.

### Renovaties
- Op 24 november 1670 ruilden de Augustijner kanunniken het landgoed met baron Werner Wilhelm von Blaspiel voor drie boerderijen in Uedem. Blaspiel was hertogelijk raadslid en ambassadeur van de Frederik Willem I van Brandenburg en was waarschijnlijk van plan om op het terrein een landhuis te bouwen als representatieve buitenplaats, maar pas zijn zoon Johann Moritz, Pruisische minister en petekind van Johan Maurits van Nassau, realiseerde deze plannen. Op de fundamenten van het voormalige klooster bouwde hij een barok landhuis met een ruime Franse tuin. Het werk hieraan was waarschijnlijk in 1704 klaar, althans het raamwerk van het carillon droeg dit jaartal. Na de voltooiing prezen tijdgenoten Slot Gnadenthal als een van de mooiste landhuizen in de omgeving.
- Na de dood van Johann Moritz von Blaspiel in 1723 was het kasteel tijdelijk onbewoond omdat de weduwe Dorothea Henriette, geboren van Hoft, naar Potsdam ging waar ze in 1745 hofmeester werd van prinses Amalie van Pruisen.
- Na 6 december 1747 huurde de bankier Thomas Franciscus von Cloots het landhuis. De erfgenamen van Dorothea Henriette verkochten het kasteel aan hem op 11 september 1748, samen met de bijbehorende goederen, voor 35.000 Nederlandse gulden. De financiële basis voor de aankoop was het geërfde bezit van zijn oudoom Johannes Baptista Cloots, die in 1747 was overleden. Een van de acht kinderen van Thomas Franciscus von Cloots, die allemaal werden geboren in Slot Gnadenthal, was Johann Baptist Hermann Maria, die tijdens de Franse Revolutie in Parijs naam zou maken als Anacharsis Cloots en later ter dood werd gebracht onder de guillotine.
- Een kleindochter van Thomas Franciscus, Clara Francisca Cornelia Maria, trouwde op 11 juni 1806 Baron Arnold Johann Antonius von Hoevell zu Westerflier en Wezeveld. Deze nieuwe eigenaar liet het landhuis naar de mode van die tijd verbouwen in de stijl van het classicisme, waardoor het gebouw zijn huidige vorm kreeg. Ook de Engelse tuin ontstond in die tijd.
- In 1862 erfde baron Otto von Hoevell het landgoed. Hij richtte het in met een rijke kunstcollectie met onder andere portretten en genrestukken door Nederlandse meesters.

### 20e eeuw
- Tijdens de Tweede Wereldoorlog werd het kasteel beschadigd door artillerievuur. Het gebouw werd gebruikt door soldaten van de Duitse Wehrmacht en daarna bezet door Canadese militairen. Toen geallieerde troepen eind februari/begin maart 1945 het gebied rond Kleef hadden bereikt plunderden soldaten het kasteel zodat de familie von Hoevell bij terugkeer in juni 1945 een leeggehaald en onttakeld landhuis aantrof.
- In 1946 beheerden de Zusters Franciscanessen er een bejaardentehuis.
- Vanaf mei 1947 werd het een gemeentelijk bejaardentehuis. Daartoe werden het interieur en de buitenkant van het hoofdgebouw ingrijpend aangepast. De dakkapellen dateren uit die tijd.
- In 1977 verhuisde de bejaardenopvang naar Kleef en werd het huis vier jaar gebruikt door de Amerikaanse luchtmacht.
- Sinds 1981 is het kasteel in gebruik als conferentie- en seminarhotel.
- In 2008 schonk de familie von Hoevell het landgoed aan de Stichting Vrienden van Kastelen en bewoont zelf de oranjerie.